# 跳火節
跳火節（波斯語：‎），又名紅色星期三，在每年伊朗曆最後一個星期三慶祝，是伊朗新年的前奏。早在拜火教時代已經有這個節日。人們在晚上點起並跳過冓火，象徵驅逐疾病和不幸。